# Ofensiva de Krivoi Rog

A ofensiva Nikopol-Krivoi Rog (em russo): Никопольско-Криворожская наступательная операция) foi uma ofensiva da 3ª Frente Ucraniana do Exército Vermelho e elementos da 4ª Frente Ucraniana contra o 6º Exército Alemão na área de Nikopol e Krivoi Rog na região central de Dnipropetrovsk, Ucrânia, entre 30 de janeiro e 29 de fevereiro de 1944.

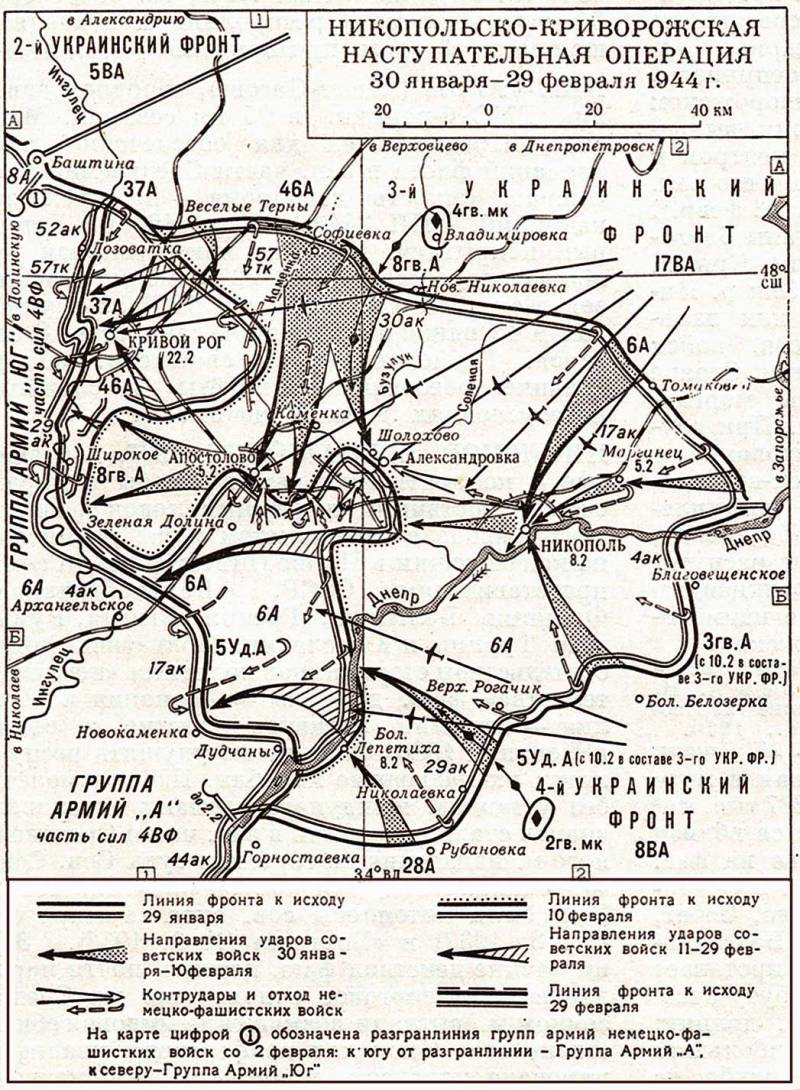

Ocorreu na Frente Oriental da Segunda Guerra Mundial e fazia parte da ofensiva Dnieper – Cárpatos, um ataque soviético contra o Grupo do Exército Sul para retomar o resto da Ucrânia que caiu para a Alemanha em 1941 .
Após o avanço soviético para o Dnieper, na Batalha do DniepreBatalha do Dnieper]], no final de 1943, as forças alemãs conseguiram segurar a ponte Nikopol na margem esquerda do rio Dnieper, a área das minas de manganês de importância crucial para a produção de guerra alemã que Adolf Hitler insistiu em segurar.
Em novembro e dezembro, a 3ª e a 4ª frentes ucranianas realizaram vários ataques sem êxito contra a cabeça da ponte, um saliente centrado em torno da base de suprimentos e da junção ferroviária de Apostolovo e tropas alemãs na área de Krivoi Rog. Após outro ataque fracassado em meados de janeiro, a Ofensiva Nikopol – Krivoy Rog foi lançada pela 3ª Frente Ucraniana ao norte do saliente em 30 de janeiro, e elementos da 4ª Frente Ucraniana ao sul se uniram em um dia depois.
As tropas soviéticas romperam as linhas do 6º Exército, capturando Apostolovo em 5 de fevereiro, dividindo o exército pela metade. Nikopol caiu em 8 de fevereiro, mas, apesar das pesadas perdas, as tropas na ponte, incluindo o IV Exército Alemão, conseguiram recuar através do rio Dnieper. O IV Corpo de Exército lançou um contra-ataque mal sucedido contra Apostolovo por volta dessa época, resultando em uma pausa soviética temporária para se preparar para o avanço contra Krivoi Rog, na parte noroeste do saliente.
Dois exércitos da 3ª Frente Ucraniana iniciaram o avanço para a cidade em 17 de fevereiro e a capturaram em 22 de fevereiro. Outros exércitos da frente, em seguida, retomaram o avanço e capturaram várias cabeças de ponte sobre o rio Inhulets, que se tornou a próxima linha defensiva alemã. Os combates na área diminuíram, mas os ganhos soviéticos prepararam o caminho para os avanços subsequentes durante a segunda fase da Ofensiva dos Dnieper-Cárpatos. A ofensiva resultou na perda do saliente alemão e pelo menos 15.000 baixas infligidas nas unidades do 6º Exército nos combates.

## Preparo
Após o avanço soviético na Batalha do rio Dniepre no final de 1943, o 6º Exército alemão, comandado pelo Generaloberst Karl-Adolf Hollidt, escapou de um cerco soviético ameaçado e retirou-se para a área de Krivoi Rog, com seus IV e XXIX Exército. agarrando-se à cabeça de ponte de Nikopol sobre o Dnieper, a protuberância mais oriental de uma saliência centrada na junção de trilhos chave de Apostolovo. Em 3 de novembro, esses dois corpos foram temporariamente transferidos para o 1º Exército Panzer, e em poucas semanas eles se tornaram parte do Grupo Schörner sob o comando do General der Gebirgstruppe Ferdinand Schörner, juntamente com o XVII Exército ao norte. Durante os meses de novembro e dezembro, a 3ª e 4ª Frentes Ucranianas lançaram uma série de assaltos mal sucedidos contra a ponte de Nikopol e a área de Krivoi Rog, que formavam uma saliência. A 3ª Frente Ucraniana dirigiu seus ataques contra a parte norte do saliente, enquanto a 4ª Frente Ucraniana se moveu contra a parte sul. 
Desde a sua captura pelos alemães em 1941, os ricos depósitos de manganês na área de Nikopol foram usados na Alemanha para a produção de aço de alta resistência. Adolf Hitler sublinhou repetidamente a importância crucial desta área, dizendo aos seus comandantes que a "perda de Nikopol significaria o fim da guerra". O chefe de ponte de Nikopol também teve importância operacional, pois poderia servir de trampolim para um ataque para aliviar as tropas alemãs presas na Crimeia, e Hitler recusou as demandas do comandante do Grupo Sul do Exército Erich von Manstein por sua evacuação. Como resultado, a cabeça de ponte foi fortemente fortificada, com três linhas de trincheiras em sua primeira linha defensiva, reforçadas por cinturões de arame farpado e campos minados. Todas as alturas e assentamentos imediatamente atrás da frente foram transformados em pontos fortes fortificados no Dnieper.
Apesar da obsessão de Hitler pela ponte, a mineração de minério de manganês cessou durante o inverno de 1943 e 1944 e os estoques anteriormente extraídos "não puderam ser movidos" devido à falta de transporte, de acordo com o sexto chefe do Estado-Maior Generalleutnant Max Bork. Em 1 de janeiro, o 6º Exército foi transferido do Grupo de Exércitos A, que ocupava a parte meridional da Ucrânia a oeste do Dnieper, para o Grupo de Exércitos Sul, cujo setor ia do norte de Krivoi Rog até os pântanos de Pripet, na parte norte da Ucrânia. Nessa época, Manstein transferiu o 1º Exército Panzer para o setor norte, deixando algumas de suas divisões de infantaria para trás na ponte de Nikopol; estes se juntaram ao 6º Exército. Em 4 de janeiro de 1944, Manstein voou para a sede do Führer expressamente para persuadir Hitler a permitir uma retirada de Nikopol e da Crimeia, a fim de encurtar a frente, mas seu pedido foi negado. Havia também barreiras naturais formidáveis na área - o Rio Kamenka, no setor da 3ª Frente Ucraniana, e o Dnieper, no setor da 4ª Frente Ucraniana. Atrás da linha de frente alemã, na cabeça de ponte de Nikopol, ficava a pantanosa várzea do rio Dnieper, que raramente gelava no inverno. As únicas saídas da cabeça de ponte eram uma ponte temporária no setor norte a leste de Nikopol e um par de pontes flutuantes de uma pista no extremo sul da cabeça de ponte em Velikaya (Bolshaya) Lepetikha. O restante do 6º setor do Exército, voltado para o norte e ligeiramente para o leste, estendia-se entre as posições 29 km ao norte de Krivoi Rog e 48 km ao norte de Apostolovo, onde a única linha férrea que abastecia o exército se ramificava em direção ao norte. Nikopol. As posições percorriam as estepes abertas divididas em ângulos retos por numerosos desfiladeiros e cursos de água de cinco grandes rios.
Uma única estrada de superfície dura passou pelo setor do exército, designada pela Estrada IV, mas era inutilizável devido à sua proximidade com a linha de frente, exceto por uma pequena área em Krivoi Rog. Devido a uma falta total de materiais de construção de estradas adequados, as forças alemãs foram incapazes de construir estradas de superfície dura. Como resultado, quando as estradas se tornaram lama no clima úmido do inverno, a ferrovia e os veículos rastreados eram o único método confiável de transporte, o que significava que, se as tropas soviéticas pudessem capturar Apostolovo, teriam efetivamente cortado as forças alemãs na ponte.

## Prelúdio

### Ataques preliminares

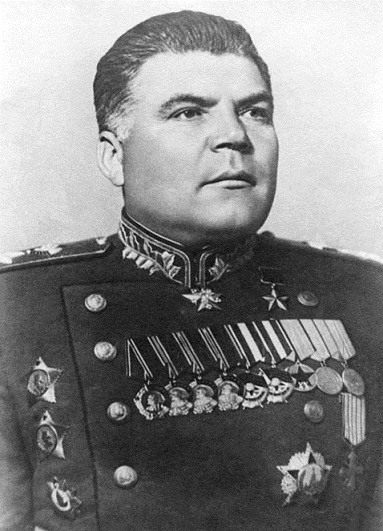
Chefe da operação, Rodion Malinovsky

No final de 1943, a 3ª Frente Ucraniana, comandada pelo general Armii Rodion Malinovsky, estava entrincheirada na linha de Veselyye Terny, Tomakovka e Belenkoye. Incluía os oitavos guardas, sexto e 46º exércitos, o 17º Exército Aéreo e o 23º Corpo de Tanques. A frente incluía apenas dezenove divisões de espingarda e um corpo de tanques, e enfrentava o exército alemão LVII Panzer, XXX e XVII. A quarta frente ucraniana do general armii Fyodor Tolbukhin incluía os 3º Guardas, 5º Choque e 28º Exércitos, o 8º Exército Aéreo, o 2º e o 4º Corpo Mecanizado de Guardas e o 4º Corpo de Cavaleiros da Guarda, operando contra a ponte de Nikopol. Esses elementos da frente colocavam 22 divisões de espingarda, três divisões de cavalaria e dois corpos mecanizados. Eles enfrentaram o IV e o XXIX Corpo do Exército na cabeça de ponte de Nikopol.
A 3ª Frente Ucraniana e elementos da 4ª Frente Ucraniana foram incumbidos em Janeiro de destruir as forças alemãs na área de Nikopol e Krivoi Rog, eliminando a cabeça de ponte de Nikopol e empurrando as tropas alemãs para trás da linha dos Inhulets e do Bug do Sul. Em 29 de dezembro de 1943, o Marechal Sovetskogo Soyuza Aleksandr Vasilevsky, o representante do alto comando soviético, Stavka, relatou que a derrota das tropas alemãs se opôs à Primeira Frente Ucraniana na Ofensiva Zhitomir-Berdichev e ao redirecionamento da 2ª. Frente a um ataque a Kirovograd forçou uma reconsideração dos planos operacionais para as 3ª e 4ª Frentes Ucranianas. Ele concluiu que uma retirada alemã da cabeça de ponte de Nikopol era provável e, portanto, defendia um novo ataque entre 10 e 12 de janeiro de 1944.
Stavka aprovou seu plano, [17] e após os preparativos entre 10 e 12 de janeiro, a 3ª e 4ª Frentes Ucranianas iniciaram o ataque. A 8ª Guarda e o 46º Exército avançaram em direção a Apostolovo contra o Corpo do Exército em 10 de janeiro, e a 3ª Guarda, 5º Choque e 28º Exércitos atacaram o IV e XXIX Corpo de Exército na ponte de Nikopol em 12 de janeiro. ] O ataque da Terceira Frente Ucraniana em 10 de janeiro, liderado por um relatório alemão estimado em 80 tanques e precedido por uma barragem de artilharia, incluiu nove divisões de rifle de ambos os exércitos, avançando em duas ondas. Ele foi parado depois de ganhar 4,8 quilômetros por duas divisões panzer alemãs, que alegavam ter destruído dois terços dos tanques soviéticos depois que estes últimos superaram a infantaria de apoio.
Os contínuos contra-ataques alemães reduziram a quebra para cerca de uma milha até o final do dia. Em quatro a cinco dias de luta teimosa, as tropas soviéticas não conseguiram obter ganhos decisivos. A 3ª Frente Ucraniana encravou-se na linha alemã entre 6 e 8 km através da preponderância na infantaria, mas não conseguiu ultrapassar devido à resistência alemã, à escassez de munições e à falta de tanques, o que impediu a criação de uma grupo de ataque forte. Hollidt considerou brevemente retirar a 24ª Divisão Panzer da ponte de Nikopol para liderar um contra-ataque contra os ganhos soviéticos no norte, mas decidiu contra isso depois que a 4ª Frente Ucraniana iniciou seu ataque contra a ponte. A 4ª Frente Ucraniana sofreu uma falta semelhante de sucesso e os ataques foram interrompidos  em 17 de janeiro para permitir que as tropas consolidassem suas posições e planejassem uma ofensiva mais completa.
Entre 11 e 20 de janeiro, no período que incluiu esses ataques, a 3ª Guarda, 5º Choque e 28ª Exércitos da 4ª Frente Ucraniana sofreram baixas totais de 3.191 mortos e 9.938 feridos, com a 3ª Guarda e o 28º Exército suportando o peso de as baixas.  No período de dez dias entre 11 e 20 de janeiro, que incluiu o ataque soviético, o 6º Exército alemão registrou baixas de 1.339 mortos, 4.865 feridos e 446 desaparecidos. Vítimas de 834 mortos, 3.214 feridos e 419 desaparecidos foram relatados nos próximos dez dias entre 21 e 31 de janeiro.

### Preparação soviética
No dia em que os ataques foram concluídos, Vasilevsky apresentou um novo plano a Stavka para um ataque começar em 30 de janeiro. A 3ª Frente Ucraniana recebeu o papel principal na operação, e foi reforçada com o 37º Exército da 2ª Frente Ucraniana com seis divisões de rifles, a 4ª Divisão Mecanizada de Guardas da 4ª Frente Ucraniana e a 31ª Divisão de Guardas Rifle da Reserva Stavka. com três divisões de rifle. A frente recebeu 64 tanques e foi reabastecida com quantidades significativas de munição e combustível.  A 4ª Frente Ucraniana também recebeu mais munições.
O plano de Vasilevsky estipulava que o 37º Exército do General-leytenant [c] Mikhail Sharokhin e o 6º Exército soviético general-leytenant Ivan Shlemin lançariam ataques diversionistas contra o Corpo Panzer alemão LVII em Krivoi Rog e o XVII Corpo de Exército do General der Gebirgstruppe Hans Kreysing em Nikopol, respectivamente. O principal golpe da 3ª Frente Ucraniana foi planejado para ser entregue contra o XXX Corpo de Exército da General artilharia Maximilian Fretter-Pico pelo 46º Exército do General-leytenant Vasily Glagolev, o 8º Exército de Guardas do general Vasily Chuikov e o 4º Corpo Mecanizado de Guardas do General-leytenant Trofim Tanaschishin em direção ao Apostolovo e ao Dnieper para se unir à 4ª Frente Ucraniana. A 8ª Guarda e o 46º Exército deveriam atacar em um raio de 21 quilômetros, com uma densidade de 140 canhões e morteiros e nove tanques e canhões autopropulsados por quilômetro. O 17º Exército Aéreo do General-leytenant Vladimir Sudets forneceu apoio aéreo para a 3ª Frente Ucraniana.
Enquanto isso, a 3ª Guarda do General-leytenant Dmitry Lelyushenko, o 5º Choque do General-leyten- sy Vyacheslav Tsvetayev e o 28º Exército da 4ª Frente Ucraniana, apoiados pelo 8º Exército do General Timeyey Kryukin, destruiriam as tropas alemãs em a cabeça de ponte de Nikopol - o IV e XXIX Corpo do Exército do Grupo Schörner, comandado pelo General der Infanterie Friedrich Mieth e pelo General der Panzertruppe Erich Brandenberger, respectivamente.  O 2º Corpo Mecanizado de Guardas do general-leytenant Karp Sviridov deveria ser inserido no avanço do setor do 5º Exército de Choque.
Durante três noites entre 16 e 18 de janeiro, o 8º Exército de Guardas concentrou-se reduzindo seu setor a oeste do Dnieper, e as divisões do 6º Exército soviético cruzaram o Dnieper para assumir as posições anteriores do ex. O 46º Exército estava concentrado no flanco do 8º Exército de Guardas, e o 37º Exército avançava à direita do 46º Exército. O 4º Corpo Mecanizado de Guardas foi deslocado do sul do Dnieper para tomar posições reforçando a interseção do 8º Exército de Guardas e do 46º Exército. A concentração da 3ª e 8ª Guarda e 37º Exércitos foi captada pela inteligência alemã; no entanto, a extensão total da concentração do 8º Exército de Guardas não foi detectada e o movimento do 4º Corpo Mecanizado de Guardas foi completamente ignorado.

### Reinvestida germânica
Antecipando um ataque na parte norte do saliente, Hollidt retirou suas três divisões panzer da frente para se tornar uma reserva blindada para o primeiro em 24 de janeiro. Em poucos dias, porém, ele teve que transferir uma divisão de infantaria para a Crimeia e dois equivalentes da divisão de infantaria para o 8º Exército. Esta foi coroada pelo envio da 24ª Divisão Panzer, a melhor divisão blindada do exército, em uma marcha de 310 quilômetros para reforçar o flanco direito do 1º Exército Panzer em 28 de janeiro, durante a Batalha de Korsun-Cherkassy. Pocket, reduzindo significativamente as forças blindadas disponíveis para o 6º Exército Alemão. Este último ficou com apenas a 9 ª Divisão Panzer para uma reserva, que colocou apenas treze tanques - um terço de sua força autorizada - e tinha um número muito reduzido de infantaria e artilharia.

## Correlação de forças

### Alemanha
Após as transferências no final de janeiro, o 6º Exército alemão colocou em campo vinte divisões (incluindo três blindados) com uma força de combate média de 2.500 e oito batalhões de assalto, bem como um grande número de unidades de artilharia e pioneiros. Destes, oito divisões de infantaria (quatro em IV e XXIX Army Corps) e três batalhões de assalto formavam parte do Grupo Schörner na cabeça de ponte de Nikopol. As unidades de infantaria alemãs foram reforçadas raspando as unidades traseiras em mão-de-obra, o que permitiu que a 17ª, 111ª e 258ª Divisões de Infantaria e a 3ª Divisão de Montanha colocassem 7.855 soldados de infantaria em 16 de janeiro. Embora os remanescentes fossem veteranos experientes em combate, 5.500 foram transferidos das unidades traseiras.
O 6º Exército Alemão foi nominalmente apoiado pelo 1º Corpo Aéreo da Luftflotte 4. No início da Ofensiva de Nikopol-Krivoy Rog em 30 de janeiro, o exército colocou 260.000 homens, 6.420 canhões e morteiros, 480 tanques e armas de assalto e 560 aeronaves. . No entanto, um quarto dos tanques, armas de assalto e peças de artilharia eram inservíveis. Além disso, a falta de munição antiaérea impediu as forças terrestres alemãs de defenderem a superioridade aérea soviética, que Schörner descreveu como "absoluta" em um relatório ao 6º comando do Exército. Ataques aéreos soviéticos atacaram as linhas de suprimento e impediram o emprego efetivo da artilharia alemã, destruindo as comunicações, além de dificultar o movimento das forças de reserva ao interromper o comando e o controle.
 

### URSS
As tropas soviéticas totalizaram 705.000 homens, 8.048 canhões e morteiros, 390 tanques e 1.200 aeronaves de combate, além de 140 aeronaves de reconhecimento Polikarpov U-2 e Polikarpov R-5. A 3ª Frente Ucraniana disputou trinta divisões de infantaria, incluindo uma de combate aéreo como infantaria, além de um corpo mecanizado. Foi apoiado por uma divisão de artilharia inovadora e quatro divisões de artilharia antiaérea, entre outras. Os elementos da 4ª Frente Ucraniana que lutaram na operação incluíram dezessete divisões de infantaria adicionais e um corpo mecanizado, apoiado por duas divisões de artilharia inovadoras e uma divisão de artilharia antiaérea. Eles contavam com 115.537 homens e 2.925 canhões em 1º de fevereiro, sem incluir o 2º Corpo Mecanizado de Guardas e a artilharia de reserva da frente.

## Ofensiva russa, reação alemã e conquista soviética da mina
Os ataques diversionistas dos 6º e 37º Exércitos soviéticos começaram na manhã de 30 de janeiro. O 82º Corpo de Fuzileiros com a 15ª e 28ª Guarda e a 188ª Divisão de Rifles alcançaram o maior sucesso, rompendo a linha alemã, em um setor de 8 quilômetros e avançando de 3 a 4 km de Veselyye Terny contra o 62º. Divisão de Infantaria do Corpo Panzer LVII. Resistência teimosa e contra-ataques retardaram o avanço soviético, que se transformou no que o historiador americano Earl F. Ziemke descreveu como uma "série de escaramuças descoordenadas". O Exército soviético atacou com suas 60as Guardas e 244ª Divisão de Fuzileiros. para esculpir uma pequena posição nas defesas do XVII Exército do nordeste de Nikopol.
Chuikov começou o ataque principal em 31 de janeiro fazendo com que suas tropas realizassem um reconhecimento com um batalhão de cada divisão de rifle de primeiro escalão para manter a surpresa, em vez de realizar reconhecimento com um a dois batalhões de cada corpo entre um e três dias antes da operação, uma tática que mais tarde ficou conhecida como escalão especial.  Ao amanhecer, uma artilharia soviética de 50 minutos e um bombardeio aéreo começaram, e a infantaria e tanques da 8ª Guarda e 46º Exército saltaram às 09:15. Seguiram-se ferozes combates quando as tropas soviéticas romperam as defesas das 46ª e 123ª Divisões de Infantaria e da 16ª Divisão Panzergrenadier, infligindo pesadas perdas e forçando-as a recuar, deixando para trás artilharia, veículos e munições. O avanço soviético foi levado para as posições da 9ª Divisão Panzer.
Intimamente cooperando com a infantaria e a artilharia, o 4º Corpo Mecanizado de Guardas com 120 tanques e armas de assalto foi inserido no avanço soviético no setor do 8º Exército de Guardas às 16:00 de 1º de fevereiro. Em seu avanço, a 4ª Guarda dispersou unidades da 123ª Divisão de Infantaria do Corpo do Exército e capturou 85 soldados, antes de chegar aos arredores de Kamenka e Sholokhovo, no final do dia, e entrar na 23a Divisão Panzer, que disputou o campo. cerca de 60 tanques. O ataque soviético em direção a Sholokhovo ameaçou cortar a rota de abastecimento das tropas alemãs na ponte de Nikopol.  Nos primeiros dias da ofensiva, apesar do mau tempo, a aviação soviética estava ativa na frente. Como resultado dos ataques soviéticos, em 2 de fevereiro, o 6º Exército Alemão foi transferido de volta para o Grupo de Exércitos A, comandado pelo Generalfeldmarschall Ewald von Kleist. O Schörner ordenou que suas forças evacuem a ponte de Nikopol no mesmo dia e recue para uma linha que começa na foz do Basavluk, 20 quilômetros a oeste de Nikopol, e termina em Dolinzevo, a 10 km a leste de Krivoi. Rog, conhecido como a posição de Ursula. Sholokhovo caiu naquela manhã, embora o avanço soviético tenha sido temporariamente interrompido para o sul pelos batalhões de substituição das divisões 258 e 302.
A fim de manter aberta a rota de retiro para unidades a leste do Dnieper e garantir a ponte ferroviária sobre o Basavluk perto de Perevizskiye, a 3ª Divisão de Montanha usou seus batalhões de substituição e pioneiros em conjunto com unidades de alarme da 258ª Divisão para contra-atacar elementos da 8ª Guarda Exército e 4º Corpo Mecanizado de Guardas, mas perdeu quase metade de sua força nos combates. O destacamento de tanque-destruidor da 3ª Montanha conseguiu desativar vários veículos blindados soviéticos perto de Perevizskiye, mas o flanco direito de seu batalhão pioneiro foi ativado em 6 de fevereiro por um ataque de tanque ao assentamento. Um contra-ataque apoiado por armas de assalto e um regimento da 3ª Montanha retomaram a parte norte do assentamento, permitindo o estabelecimento de uma linha alemã coerente a leste do Basavluk. Com o avanço soviético interrompido momentaneamente, o 6º comando do Exército planejava recapturar Sholokovo e manter uma linha a leste de Kamenka, mas isso foi abandonado depois que Schörner informou que tal ação levaria à perda da maioria dos veículos.
Continuando o ataque na primavera rasputitsa, que tornou as estradas intransitáveis, a 4ª e a 34ª Divisão de Vigilantes do 46º Exército alcançaram a principal junção ferroviária de Apostolovo, a principal base de fornecimento do 6º Exército alemão, na noite de 4 de fevereiro. Lá, os remanescentes da 123ª Divisão de Infantaria do XXX Corpo e elementos da 9ª Divisão Panzer estavam concentrados em uma defesa geral com até 3.000 homens, 80 canhões e 30 tanques e armas de assalto. A 4ª Guarda atacou do norte e leste, e a 34ª Guarda do oeste e noroeste. Com a assistência dos moradores locais, os batedores da 34ª Divisão de Guardas encontraram uma lacuna nas defesas alemãs 4 km a noroeste da cidade, e seu 105º Regimento de Infantaria de Guardas penetrou na posição alemã e capturou a estação ferroviária na manhã de 5 de fevereiro. Por volta dessa época, o resto das duas divisões lançou o ataque, e Apostolovo foi capturado às 8:00 da manhã. A perda de Apostolovo dividiu o 6º Exército Alemão pela metade, uma parte na área de Krivoi Rog e a outra na área de Nikopol e Marganets, pois o Corpo Panzer de LVII em torno de Krivoi Rog tinha assim perdido contato com o Corpo do Exército XXX após o recuo. da 9ª Divisão Panzer de Apostolovo. Além disso, os ataques da aviação de assalto soviética interromperam o movimento da 3ª Divisão de Montanha na estação ferroviária de Tok na única linha de trem destruindo locomotivas, impedindo a evacuação de feridos alemães.
Enquanto isso, o 8º Exército de Guardas e o 4º Corpo Mecanizado de Guardas capturaram Kamenka e Perevizskiye, ameaçando o cerco das cinco divisões do XVII Exército na área de Marganets e Nikopol. Em seis dias, a 3ª Frente Ucraniana rompeu as defesas alemãs e avançou entre 45 e 60 quilômetros, causando grandes perdas no 6º Exército. De Apostolovo, o 46º Exército continuou avançando para o oeste em direção aos Inhulets, enquanto o 8º Exército de Guardas e o 4º Corpo Mecanizado de Guardas tentavam chegar ao Dnieper para cortar as tropas alemãs em torno de Nikopol, capturando Bolshaya Kostromka, Novosemyonovka e Verkhnemikhailovka.
A 4ª Frente Ucraniana iniciou seu ataque à ponte de Nikopol em 31 de janeiro, com a 50ª Divisão de Infantaria de Guardas do 5º Exército de Choque empurrando as tropas alemãs para trás 1,5 km (0,93 mi) em um ataque iniciado às 04:00. Às 08:00 a 54th a divisão de guardas de rifle começou seu ataque. Ao meio-dia, a 3ª Guarda e o 28º Exército começaram a apoiar ataques para ajudar o 5º Exército de Choque. O 2º Corpo Mecanizado de Guardas com cerca de 30 tanques e metralhadoras autopropulsadas entraram no avanço no setor do 5º Choque às 15:00 e avançaram até 11 quilômetros (6,8 mi) até o final do dia contra resistência alemã obstinada, superando o 5º Choque, que avançou até 7 quilômetros (4,3 mi). Em 2 de fevereiro, as tropas alemãs começaram a se retirar, de acordo com a ordem de Schörner, para as travessias do Dnieper em Velikaya Lepetikha e Nikopol, que estavam sob constantes ataques aéreos soviéticos e bombardeios. Estes interromperam a retirada alemã, mas apesar das grandes perdas, o Grupo Schörner conseguiu retirar-se através do rio, começando com a 3ª Divisão de Montanha em Nikopol.
A resistência alemã frustrou o avanço soviético: em 2 de fevereiro os 3os Guardas, 5º Choque e 28º Exércitos continuaram a atacar, mas somente o 5º Choque conseguiu fazer pequenos ganhos, embora em 3 de fevereiro o avanço da 4ª Frente Ucraniana alcançasse uma profundidade de 8 quilômetros. Os três exércitos soviéticos continuaram seus ataques ao longo das rotas anteriores em 4 de fevereiro, mas foram novamente mal sucedidos. Aproveitando-se do recuo alemão de sua principal linha de resistência na ponte de Nikopol em 5 de fevereiro, a 3ª Guarda, 5º Choque e 28º Exércitos iniciaram a perseguição naquele dia contra destacamentos de retaguarda alemães, avançando entre 4 e 14 quilômetros. A última unidade alemã a evacuar a parte norte da cabeça de ponte do IV Corpo de Exército foi a 302ª Divisão de Infantaria, cujos pioneiros explodiram a ponte sobre o rio Dnieper em Nikopol à meia-noite de 6 de fevereiro. Os pioneiros alemães também destruíram armas e veículos abandonados, bem como infra-estrutura em Nikopol [43]. Velikaya Lepetikha foi capturado na manhã de 8 de fevereiro pelo 5º Choque e 28o Exércitos, completando a eliminação da cabeça de ponte de Nikopol, após a XXIX Divisão do Exército evacuado a pequena cabeça de ponte que permaneceu lá apesar das ordens de Hitler de mantê-la a todo custo. 
Na noite de 7 para 8 de fevereiro, o 6º Exército Soviético da 3ª Frente Ucraniana entrou em Nikopol do norte e leste. Suas 203ª, 244ª e 333ª divisões de rifles abriram caminho pela cidade, enquanto o 3º Exército de Guardas da 4ª Frente Ucraniana atacou pelo sul depois de cruzar o Dnieper. Sua 266ª Divisão de Fuzileiros e a 5ª Brigada de Motores de Infantaria estavam entre as primeiras a entrar na cidade. A cidade foi limpa das tropas alemãs em 8 de fevereiro, após uma noite de combates de rua pesados [51] com elementos da 302ª Divisão em retirada.
Entre 1 e 10 de fevereiro, a 3ª Guarda da 4ª Frente Ucraniana, 5ª Choque e o 28º Exército sofreram baixas de 1.725 mortos, 4.960 feridos e 94 desaparecidos. A maioria das vítimas foi infligida no 5º Exército de Choque. As perdas de equipamentos alemães na evacuação da cabeça de ponte foram pesadas, com várias divisões tendo perdido todo o seu complemento de armas pesadas.
Nos dias seguintes, intensos combates ocorreram em um corredor estreito mantido por tropas alemãs a oeste de Nikopol, centradas em uma linha defensiva voltada para o oeste, composta de forças retiradas da ponte em torno de Marinskoye e Perevizskiye, incluindo elementos da 302ª Divisão e os remanescentes. da 9ª Divisão Panzer e as unidades que conseguiram sair da cabeça de ponte do IV, XVII e XXIX Corpo do Exército. A fim de garantir o corredor, a rota de retirada de tropas a leste do Kamenka, o Oberkommando der Wehrmacht, o comando supremo alemão, projetou um ataque para atacar as unidades soviéticas no flanco retomando Sholokhovo seguido por um avanço em direção a Kamenka, também como recapturar Bolshaya Kostromka. A fraqueza da 302ª Divisão inviabilizou essa ampla ofensiva, resultando no compromisso adicional da 17ª, 9ª e 258ª Divisões de Infantaria, bem como da 97ª Divisão Jäger das IV e XXIX Tropas para um contra-ataque ao oeste contra Bolshaya Kostromka, bem como um contra-ataque ao Apostolovo para restaurar as comunicações a oeste, reabrindo a linha férrea Tok – Novosemyonovka.
O contra-ataque encontrou o sucesso inicial, recapturando Nikolayevka e Novosemyonovka. Começando em 8 de fevereiro, a 302ª Divisão de Infantaria, com um regimento da 17ª e 302ª Divisões, apoiada pela 9ª Divisão de Infantaria, iniciou seu ataque a Bolshaya Kostromka. O assentamento foi recapturado, exceto por sua borda leste em combates ferozes, durante os quais as forças alemãs sofreram pesadas baixas. Um contra-ataque de 9 de fevereiro ao Exército de Guardas contra Tok foi interrompido depois de quase destruir elementos da 3ª Divisão de Montanha. Para garantir plenamente a rota de retiro, a 125ª Divisão de Infantaria do XVII Corpo de exército foi encarregada de tomar a borda leste de Bolshaya Kostromka, iniciando seu ataque em 10 de fevereiro com o apoio da 302ª Divisão. O ataque limpou totalmente o assentamento e o 125 continuou o avanço em direção a Novosemyonovka e Apostolovo.
O forte contra-ataque alemão em direção a Apostolovo por unidades do IV Corpo do Exército, [53] entre outros, atingiu a junção da 8ª Guarda e 46º Exército em 11 de fevereiro. As poucas unidades soviéticas na área foram obrigadas a retirar-se e, no final do dia, as tropas alemãs tinham ganho 8 a 10 quilômetros, ameaçando a recaptura de Apostolovo. Malinovsky correu às pressas a 48ª Divisão de Infantaria de Guardas e dois regimentos de artilharia antitanque à frente da reserva da frente, e a 82ª Guarda e a 152ª Divisão de Infantaria concentraram-se para defender a cidade. O contra-ataque alemão perdeu força devido aos ataques aéreos soviéticos em 12 de fevereiro, quando o 125º foi forçado a recuar para suas posições originais; suas perdas nos combates foram tão severas que tiveram que ser dissolvidas nos dias seguintes. No entanto, o 8º Exército de Guardas foi significativamente enfraquecido devido a condições de estrada enlameadas, fazendo com que sua artilharia e tanques ficassem para trás, assim como a falta de munição. Em 10 de fevereiro, o 4º Corpo Mecanizado de Guardas foi retirado da reserva na área de Apostolovo devido a perdas.
Durante os próximos dias, as tropas alemãs mantiveram os pântanos de Dnieper e a estrada Nikopol-Dudchino, permitindo que elementos de cinco divisões de infantaria, incluindo vários do XVII Corps, recuassem, embora perdessem quase todo o seu equipamento pesado. Simultaneamente, o 37º Exército continuou a lutar ao sul de Veselyye Terny, o 46º Exército avançou a noroeste de Apostolovo, o 8º Exército de Guardas avançou para o sudoeste dessa cidade e o 6º Exército Soviético entrou na área de Novovorontsovka. Em 10 de fevereiro, o 3º Exército de Guardas foi transferido para a 3ª Frente Ucraniana, mas logo foi retirado para a Reserva Stavka. O 5º Exército de Choque, também transferido para o 3º Ucraniano, atravessou o rio Dnieper em condições agravadas pelo gelo flutuante em 10 de fevereiro e capturou uma ponte a noroeste de Malaya Lepetikha. Nos vários dias seguintes, o avanço parou quando foram trazidas munição e artilharia, aguardando a retomada do ataque a Krivoi Rog.
Durante esta calmaria nos combates, o 6º Exército Alemão reorganizou suas forças devido às pesadas perdas sofridas. Além da dissolução do 125º, dois regimentos do 302º foram combinados em um, enquanto a 387ª Divisão de Infantaria foi incorporada no 258º. As unidades de alarme foram reunidas por artilheiros que haviam perdido suas armas, pessoal da retaguarda e retardatários. Além disso, os combates anteriores haviam causado falta de pioneiros, equipamentos de ponte, veículos, armas, munições de infantaria e tanques. As 17ª e 294ª Divisões também sofreram pesadas perdas na tentativa de limpar a rota de retirada, embora as tropas do IV e XVII Corpo de Exército mantivessem suas posições em Marinskoye. As 97a. Divisão Jäger e 24a Panzer, esta última retornaram de sua marcha abortada ao bolso de Korsun, atacada a oeste de Bolshaya Kostromka em 15 de fevereiro para se unir à LVII Panzer Corps. Apagando a penetração soviética, eles relataram a captura de 221 armas, 66 armas anti-tanque e 62 metralhadoras. Isso permitiu um recuo do 6º Exército relativamente sem atrito em direção aos Inhulets.
O ataque a Krivoi Rog foi conduzido pelos 37º e 46º Exércitos contra cinco divisões de infantaria alemã e duas divisões Panzer da LVII Panzer Corps. [57] O primeiro era atacar em um setor de 10 quilômetros a nordeste da cidade e desviar a cidade do norte, enquanto o segundo era encarregado de atravessar o centro da linha alemã em 16 quilômetros (9,9 milhas) setor e atacando frontalmente a cidade do sudeste. Nos sectores revolucionários dos exércitos, 40 a 50 canhões e morteiros estavam concentrados por quilômetro.
O ataque começou em 17 de fevereiro: o 37º Exército saltou às 05:00 e o 46º Exército às 10:00, após uma preparação de artilharia de 30 minutos. As condições da nevasca dificultaram o avanço e aterraram a aviação soviética, mas nos dois primeiros dias os dois exércitos avançaram entre 5 e 12 quilômetros em combates pesados na lama e na neve. Contra os contra-ataques alemães, o 82º Corpo de Fuzileiros do 37º Exército atingiu a periferia da cidade a partir do nordeste, em 21 de fevereiro. Ao mesmo tempo, o 6º Corpo de Fuzileiros da Guarda do 46º Exército e o 34º Corpo de Fuzileiros chegaram aos subúrbios leste e sudeste da cidade. A maior parte das defesas alemãs estava concentrada no leste, onde se previa que o golpe principal viria. Explorando pontos fracos descobertos pelo reconhecimento soviético, os 37º e 46º Exércitos se mudaram para a cidade no dia 22 de fevereiro, na madrugada de noroeste e sudeste, respectivamente; foi liberado por 16:00 naquele dia. Em comemoração à captura de Krivoi Rog, uma saudação de artilharia de 224 armas foi disparada em Moscou. Um destacamento especial do 37º Exército impediu a demolição alemã das centrais elétricas da cidade e das barragens de Saksahan.
Após a captura de Krivoi Rog, o 37º Exército avançou para os Inhulets, a oeste da cidade, e o 46º Exército para os Inhulets, ao sul da cidade. Em 25 de fevereiro, os oitavos guardas e sextos exércitos retomaram o avanço para os Inhulets. O 5º Exército de Choque retomou o ataque a sudoeste de uma ponte no rio Dnieper em 26 de fevereiro e alcançou a linha de Velikaya Aleksandrovka e Dudchino três dias depois. Os Inhulets se tornaram a principal linha defensiva alemã como uma barreira natural conveniente, embora as 35ª e 57ª Divisão de Fuzis de Guardas do 8º Exército de Guardas capturassem uma ponte na área de Shyroke. Quase simultaneamente, o 37º Exército capturou uma ponte a oeste de Krivoi Rog, e o 46º Exército uma ponte ao norte de Shyroke.

## Eventos posteriores
Documentos soviéticos nos arquivos centrais do Ministério da Defesa russo estimavam que haviam capturado 4.600 militares alemães durante a ofensiva. Durante o mês de fevereiro, em seus relatórios de vítimas submetidos a quartéis-generais a cada dez dias, o 6º Exército alemão registrou baixas de 2.905 mortos, 10.018 feridos e 2.445 desaparecidos, num total de 15.368. Segundo seus relatórios no Arquivo Militar Federal Alemão, o exército perdeu 13.240 homens, incluindo 8.390 feridos e 4.850 mortos ou desaparecidos, entre 11 e 29 de fevereiro.
Oito infantarias alemãs, três Panzer e uma divisão Panzergrenadier perderam mais da metade de seu número. A eliminação da cabeça de ponte de Nikopol permitiu à 4ª Frente Ucraniana lançar a Ofensiva da Crimeia sem medo das forças alemãs atacarem sua retaguarda. Condições favoráveis para a ofensiva subsequente de Odessa foram criadas pela captura das cabeças de ponte de Inhulets.
Durante a operação, o 8º e 17º Exércitos Aéreos voaram 10.700 surtidas. Segundo documentos soviéticos, eles reivindicaram 140 aeronaves alemãs em mais de 100 batalhas aéreas e destruíram 39 no solo. Ambos os exércitos aéreos também forneceram combustível e munição para as tropas, e o 17º Exército Aéreo realizou 2.136 missões de transporte, entregando cerca de 320 toneladas de suprimentos e evacuando 1.260 feridos.

## Citações
1. ↑  Moschansky 2011, p. 112.
2. 1 2  Frieser 2017, p. 377.
3. ↑  Forczyk 2016, pp. 85, 89.
4. ↑  Frieser 2017, p. 63.
5. 1 2 3  Moschansky 2011, pp. 110–111.
6. 1 2 3  Ziemke 2002, pp. 238–239.
7. ↑  Frieser 2017, p. 382.
8. ↑  Frieser 2017, p. 385.
9. 1 2  Ziemke 2002, pp. 239–240.
10. 1 2 3  Ziemke 2002, p. 505.
11. 1 2  Ziemke 2002, p. 239.
12. ↑  Moschansky 2011, pp. 112–114.
13. ↑  Burenin & Potalin 1944, p. 43.
14. ↑  Tarasov & Levshuk 1944a, p. 47.
15. ↑  Ziemke 2002, p. 240.
16. 1 2  Moschansky 2011, pp. 115–116.
17. ↑  Tarasov & Levshuk 1944a, p. 82.
18. 1 2  «Heeresarzt 10-Day Casualty Reports per Army/Army Group, 1944». Human Losses in World War II. Consultado em 10 de janeiro de 2017. Arquivado do original em 18 de outubro de 2014
19. ↑  Erickson 1999, p. 166.
20. 1 2  Glantz 1989, p. 327.
21. 1 2  Ziemke 2002, pp. 238–39.
22. 1 2  Moschansky 2011, pp. 115–117.
23. ↑  Glantz 1989, p. 329.
24. 1 2  Glantz 1989, p. 328.
25. 1 2  Ziemke 2002, p. 241.
26. ↑  Moschansky 2011, p. 138n148.
27. 1 2 3  Moschansky 2011, p. 118.
28. 1 2 3  Frieser 2017, p. 467.
29. 1 2  Hinze 2009, p. 199.
30. ↑  Gurkin et al. 1988, pp. 49–50: The 2nd Guards and 51st Armies, in addition to the 4th Guards Cavalry and 19th Tank Corps, are omitted from this order of battle as they did not participate in the offensive.
31. 1 2  Tarasov & Levshuk 1944b, pp. 9–15.
32. ↑  Hinze 2009, p. 111.
33. ↑  Tarasov & Levshuk 1944a, pp. 103–104.
34. 1 2  Moschansky 2011, pp. 118–119.
35. ↑  Hinze 2009, pp. 200–201.
36. 1 2  Moschansky 2011, pp. 120–121.
37. 1 2 3 4 5 6 7 8  Hinze 2009, p. 201.
38. ↑  Moschansky 2011, p. 138n142.
39. ↑  Frieser 2017, pp. 413, 468.
40. 1 2  Hinze 2009, p. 202.
41. ↑  Hinze 2009, pp. 203–204.
42. 1 2  Moschansky 2011, pp. 123–124.
43. 1 2 3 4  Hinze 2009, pp. 204–205.
44. 1 2 3 4 5 6  Hinze 2009, pp. 206–207.
45. 1 2  Moschansky 2011, pp. 124–126.
46. ↑  Tarasov & Levshuk 1944b, pp. 20, 23, 27, 31.
47. ↑  Moschansky 2011, p. 127.
48. 1 2  Erickson 1999, p. 179.
49. ↑  Tarasov & Levshuk 1944b, p. 49.
50. 1 2  Moschansky 2011, pp. 128–129.
51. ↑  Ziemke 2002, p. 243.
52. 1 2 3  Moschansky 2011, pp. 130–133.
53. ↑  Hinze 2009, pp. 207–208.
54. ↑  Moschansky 2011, pp. 135–136.
55. 1 2 3  Moschansky 2011, pp. 137–138.
56. ↑  Frieser 2017, p. 474n106.